# 가톨릭관동대학교 축구단
가톨릭관동대학교 축구부(영어: Catholik Gwandong University  Football Club)는 대한민국 강원특별자치도 강릉시에 위치한 대학교 축구부이다. 가톨릭관동대학교에서 운영하는 대학 축구부이며, 1981년에 창단되었다.

## 역대 감독
| 감독   | 임기        |
| ------ | ----------- |
| 고재욱 | 2001 ~ 2011 |
| 김학철 | 2022 ~      |

## 참고 문헌
- “KFA 통합경기정보 시스템”. 대한축구협회.
- 약속의 땅 통영 제59회 춘계대학축구연맹전 출전 선수 명단

## 같이 보기
- 가톨릭관동대학교